# Архиепархия Росарио
Архиепархия Росарио (лат. Archidioecesis Rosariensis) — архиепархия Римско-Католической церкви с центром в городе Росарио, Аргентина. В митрополию Росарио входят епархии Венадо-Туэрто, Сан-Николаса-де-лос-Арройоса. Кафедральным собором архиепархии Росарио является церковь Пресвятой Девы Марии Розария.

## История
20 апреля 1934 года Папа Римский Пий XI выпустил буллу «Nobilis Argentinae nationis», которой учредил епархию Росарио, выделив её из архиепархии Санта-Фе (сегодня — архиепархия Санта-Фе-де-ла-Вера-Крус). Первоначально епархия Росарио являлась суффраганной по отношению к архиепархии Санта-Фе.
12 августа 1963 года епархия Росарио передала часть своей территории для образования епархии Венадо-Туэрто и одновременно была возведена в ранг архиепархии-митрополии.

## Ординарии архиепархии
- кардинал Антонио Каджиано (13.09.1934 — 15.08.1959), назначен архиепископом Буэнос-Айреса;
- епископ Silvino Martínez (21.09.1959 — 27.01.1961);
- архиепископ Guillermo Bolatti (11.07.1961 — 7.08.1982);
- архиепископ Jorge Manuel López (19.01.1983 — 20.11.1993);
- архиепископ Eduardo Vicente Mirás (20.11.1993 — 22.12.2005);
- архиепископ José Luis Mollaghan (22.12.2005 — 19.05.2014, назначен членом Конгрегации доктрины веры);
- архиепископ Эдуардо Элисео Мартин (с 4 июля 2014 года — по настоящее время).